# Ann Griffiths

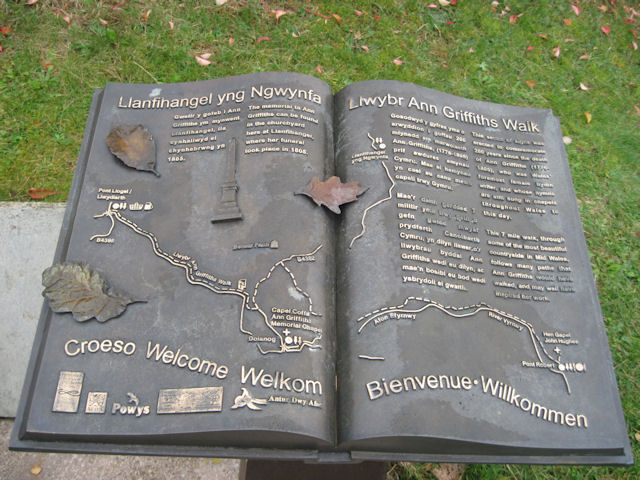
Gedenkstein in Llanfihangel-yng-Ngwynfa

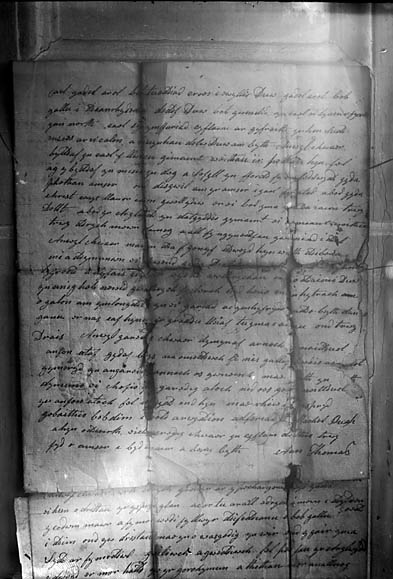
Brief von Ann Griffith

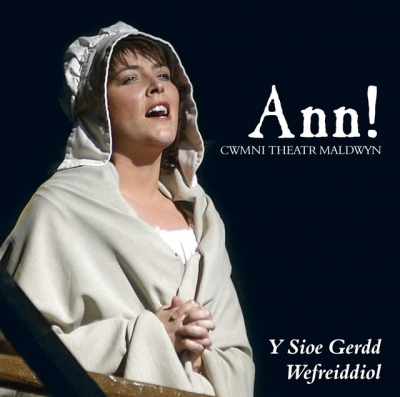
Album-Cover einer Aufnahme des Musicals Ann!

Ann Griffiths, geborene Thomas (* April 1776 in Llanfihangel-yng-Ngwynfa, Montgomeryshire; † August 1805 ebenda) war eine walisische Dichterin und Verfasserin methodistischer christlicher Lieder in walisischer Sprache. Ihre Verse spiegeln ihren glühenden christlichen Glauben wie ihre gründliche Kenntnis der Heiligen Schrift wider.

## Leben
Ann wurde im April 1776 in der Nähe des Dorfes Llanfihangel-yng-Ngwynfa, knapp zehn Kilometer von der Marktstadt Llanfyllin in der ehemaligen Grafschaft Montgomeryshire (heute in Powys), geboren und am 21. April 1776 in der Dorfkirche getauft. Sie war die Tochter von John Evan Thomas (1736–1804), einem Pachtbauern und Kirchenvorsteher, und seiner Frau Jane, geborene Theodore (1744–1794). Sie hatte zwei ältere Schwestern, einen älteren Bruder, John, und einen jüngeren Bruder, Edward. Das Haus ihrer Eltern, Dolwar-fach, war ein abgelegenes Bauernhaus etwa vier Kilometer südlich von Llanfihangel und knapp zwei Kilometer nördlich von Dolanog.
Ihre Schulbildung dauerte nur drei Jahre, in denen sie Walisisch lesen und schreiben sowie die englische Umgangssprache beherrschen lernt; Englisch lernte sie nie. In ihrem relativ kultivierten und anglikanisch-religiösen Elternhaus wurden täglich Auszüge aus der Bibel und dem Book of Common Prayer gelesen; die Lektüre der Übersetzungen von Richard Baxter und William Romaine beeinflusste sie erheblich.
Im Jahr 1794 starb ihre Mutter, als sie 18 Jahre alt war, und etwa zu dieser Zeit oder vielleicht schon früher folgte sie ihren Brüdern John und Edward und schloss sich den Methodisten an. Im Jahr 1796 schloss sie sich der calvinistisch-methodistischen Bewegung an, aus der später die Presbyterian Church of Wales hervorging, nachdem sie die Predigten eines Benjamin Jones aus Pwllheli gehört hatte. Mit anderen machte sie einmal im Monat einen 35-Kilometer-Marsch nach Bala, um dort dem Prediger Thomas Charles (1755–1814) zuzuhören und das Sakrament beim monatlichen Abendmahlsgottesdienst zu empfangen. Mindestens eines ihrer Lieder entstand auf der Reise nach Bala.
In der Gemeinde in Bala lernte sie Thomas Griffiths (1777–1808), einen Landwirt aus der Gemeinde Meifod und einen Ältesten der Kirche, kennen, und nach dem Tod ihrer Eltern heiratete die beiden 1804. Am 13. Juli 1805 wurde eine Tochter, Elizabeth, geboren, die aber noch im Juli verstarb. Ann Griffith starb selbst im August 1805 im Alter von 29 Jahren an Tuberkulose und wurde am 12. August 1805 in Llanfihangel-yng-Ngwynfa beigesetzt.
Ann Griffiths hinterließ eine Handvoll Strophen in walisischer Sprache. Diese waren von ihrem Mentor, dem calvinistisch-methodistischen Pfarrer John Hughes in Pontrobert, und seiner Frau Ruth, die als Magd auf Ann Griffiths’ Hof gearbeitet hatte und eine enge Vertraute war, aufgezeichnet und aufbewahrt worden. Thomas Charles ließ ihre Lieder bei Robert Saunderson in Bala in Casgliad o Hymnau drucken. Robert Jones aus Rhos-lan veröffentlichte sie 1806 in seiner überarbeiteten Ausgabe von Grawnsyppiau Canaan. Seitdem ist eine Auswahl in den Gesangbüchern aller walisischen Konfessionen veröffentlicht worden. Die ursprüngliche Fassung der Lieder und auch der Briefe aus den Papieren von John Hughes wurde 1905 von Owen M. Edwards in Gwaith Ann Griffiths herausgegeben. Verschiedene moderne wissenschaftliche Editionen sind erschienen.
Es gibt eine beträchtliche Menge an Literatur über Ann Griffiths’ Werk, sowohl in walisischer als auch in englischer Sprache. Philosophen, Theologen und Literaturkritiker sind sich darin einig, dass sie eine Frau von außerordentlicher Frömmigkeit war, vergleichbar mit Juliana von Norwich. Ihr Hymnus über die Menschwerdung, Rhyfedd, rhyfedd gan angylion („Wundersam, wundersam für Engel […]“), wurde von Saunders Lewis als „one of the majestic songs in the religious poetry of Europe“ gepriesen. Ihr Lied Wele'n sefyll rhwng y myrtwydd („Schau, zwischen den Myrten stehend“) wird in Wales häufig auf die Melodie Cwm Rhondda gesungen.

## Nachleben
Zusammen mit Mary Jones (1784–1864), einem armen walisischen Mädchen, das zu Fuß nach Bala ging, um eine Bibel zu kaufen, wurde Ann Griffiths Ende des 19. Jahrhunderts zu einer nationalen Ikone und war eine bedeutende Figur des walisischen Nonkonformismus.
An Ann Griffiths erinnert die Ann Griffiths Memorial Chapel in Dolanog. Sie hat einen geschnitzten Kragsteinkopf, der auf zeitgenössischen Beschreibungen von ihr beruht. An sie erinnern Glasfenster in der Eglwys y Crwys Welsh Presbyterian Church, Cathays, Cardiff, in der Williams Pantycelyn Memorial Chapel in Llandovery und im Ceiriog Memorial Institute in Glyn Ceiriog.
Bei der Einführung von Rowan Williams zum Erzbischof von Canterbury im Februar 2003 wurde eines ihrer Lieder von Williams selbst übersetzt: Yr Arglwydd Iesu („Der Herr Jesus“).
Der walisischsprachige Fernsehsender S4C gab das Musical Ann! in Auftrag, das auf dem Leben von Ann Griffiths basiert und 2003 auf dem Eisteddfod in Meifod aufgeführt wurde. Es wurde später im Fernsehen ausgestrahlt und auf CD veröffentlicht.